# Walter Koch (orvos)
Carl Eduard Walter Koch (Dortmund, 1880. május 3. – Gretesch, ma Osnabrück városrésze, 1962. november 21.) német patológus volt. Róla nevezték el a Koch-háromszöget, a szív jobb pitvarában található területet.

## Élete
Walter Koch Viktor Koch kormányzati építőmester fia volt. Szülei korán meghaltak, és Osnabrückben nőtt fel rokonainál.
1900 októberétől 1905 februárjáig Koch a Vilmos Császár Akadémián katonai orvosként tanult. 1906-ban lett segédorvos, majd 1907-ben doktorált a  Freiburgi Egyetemen (Freiburg im Breisgau városában).
Segédorvosként, majd főorvosként a 113. (badeni 5.) gyalogezredtől a Freiburgi Egyetem Ludwig Aschoff által vezetett Patológiai Intézetéhez került. Freiburgban Koch a szív ingerületvezetési rendszerének, különösen a szinusz és a pitvar-kamrai csomó kutatásával foglalkozott.
Az első világháború alatt Koch a hadsereg patológusaként dolgozott, és 1917-től a Vilmos Császár Akadémián egy "háborús patológiai gyűjtemény" létrehozásáért és irányításáért volt felelős. Ludwig Aschoff is részt vett ebben a projektben, valamint egy Veröffentlichungen aus dem Gebiete der Kriegs- und Konstitutionspathologie (Közlemények a háborús és alkotmányos patológia területéről) című kiadványsorozat későbbi létrehozásában is .
A háború befejezése után Koch ezredes sebészorvosként szerelt le a katonai szolgálatból, és folytatta az időközben feloszlatott akadémia fent említett gyűjteményét.
1921-ben Koch Otto Lubarsch mellett habilitált, és a következő évben docenssé nevezték ki. 1924 nyári félévében Freiburgban helyettesítette korábbi mentorát, Aschoffot. 1925-től Koch vezette a Westend Városi Kórház Kórbonctani Intézetét, majd a kórház területén 1920 óta működő Szociálhigiénés Akadémia ügyvezető igazgatója lett.
A nemzetiszocialista hatalomátvételt követően, 1933 őszén a Szociálhigiénés Akadémiából "Állami Orvosi Akadémia" lett, és Koch lett az ügyvezető igazgatója. Ebben a minőségében Koch "Örökletes és fajbiológiai" kurzusokat tartott. A második világháború kezdetén a Westend Kórház katonai kórházzá vált (101. tartalékos katonai kórház Berlinben), amelyet Koch főorvosként vezetett.
A háború befejezése után Koch lett a kórház orvosigazgatója, amely immár ismét civil kórház volt. A Szabad Berlini Egyetem 1948-as megalapítása után a Westend Kórház Nyugat-Berlin egyetemi kórházává vált. Koch 1948 és 1952 között az újonnan alapított egyetem patológiai tanszékén dolgozott. Utódja a székben Wilhelm Doerr volt.
Koch 1909. március 31-én nősült meg. 82 éves korában halt meg az Osnabrück melletti Greteschben.

## Válogatott publikációi
- Ludwig Aschoff-fal: Skorbut. Eine pathologisch-anatomische Studie. Fischer, Jena 1919. (Veröffentlichungen aus der Kriegs- und Konstitutionspathologie 1. kötete)
- Der funktionelle Bau des menschlichen Herzens. Urban und Schwarzenberg, Berlin, Wien 1922.
- Thoraxschnitte von Erkrankungen der Brustorgane: Ein Atlas. Julius Springer, Berlin 1924, doi:10.1007/978-3-662-40205-4.

## Fordítás
Ez a szócikk részben vagy egészben  a   Walter Koch (Mediziner) című német Wikipédia-szócikk ezen változatának fordításán alapul.  Az eredeti cikk szerkesztőit annak laptörténete sorolja fel. Ez a jelzés csupán a megfogalmazás eredetét és a szerzői jogokat jelzi, nem szolgál a cikkben szereplő információk forrásmegjelöléseként.